# Бразилія на зимових Паралімпійських іграх 2022
Бразилію на зимових Паралімпійських іграх 2022 у Пекіні (Китай) представляли 6 спортсменів у двох видах спорту: лижні перегони і сноубординг. Прапороносцями на церемонії відкриття були лижники Аліне Роча і Крістіан Рібера.
Країна втретє брала участь у зимовій Паралімпіаді Бразильські параатлети не здобули жодної медалі.

## Спортсмени
| Вид спорту     | Чоловіки | Жінки | Всього |
| -------------- | -------- | ----- | ------ |
| Лижні перегони | 4        | 1     | 5      |
| Сноубординг    | 1        | 0     | 1      |
| Total          | 5        | 1     | 6      |

## Лижні перегони
| Спортсмен                 | Дисципліна                              | Кваліфікація | Кваліфікація | Кваліфікація | Півфінал   | Півфінал    | Півфінал   | Фінал      | Фінал       | Фінал      |
| Спортсмен                 | Дисципліна                              | Результат    | Відставання  | Місце        | Результат  | Відставання | Місце      | Результат  | Відставання | Місце      |
| ------------------------- | --------------------------------------- | ------------ | ------------ | ------------ | ---------- | ----------- | ---------- | ---------- | ----------- | ---------- |
| Крістіан Рібера           | 1,5 км, спринт, сидячи, чоловіки        | 2:23.48      | +9.31        | 5 Q          | 2:59.8     | +10.3       | 5          | не пройшов | не пройшов  | не пройшов |
| Крістіан Рібера           | 10 км, вільним стилем, сидячи, чоловіки | Н/Д          | Н/Д          | Н/Д          | Н/Д        | Н/Д         | Н/Д        | 36:09.5    | +6:58.8     | 13         |
| Крістіан Рібера           | 18 км, сидячи, чоловіки                 | Н/Д          | Н/Д          | Н/Д          | Н/Д        | Н/Д         | Н/Д        | 52:29.1    | +9:19.9     | 14         |
| Гільєрме Роча             | 1,5 км, спринт, сидячи, чоловіки        | 2:34.19      | +20.02       | 18           | не пройшов | не пройшов  | не пройшов | не пройшов | не пройшов  | не пройшов |
| Гільєрме Роча             | 10 км, вільним стилем, сидячи, чоловіки | Н/Д          | Н/Д          | Н/Д          | Н/Д        | Н/Д         | Н/Д        | 37:23.6    | +8:12.9     | 18         |
| Гільєрме Роча             | 18 км, сидячи, чоловіки                 | Н/Д          | Н/Д          | Н/Д          | Н/Д        | Н/Д         | Н/Д        | 55:18.9    | +12:09.7    | 19         |
| Робелсон Лула             | 1,5 км, спринт, сидячи, чоловіки        | 2:36.77      | +22.60       | 21           | не пройшов | не пройшов  | не пройшов | не пройшов | не пройшов  | не пройшов |
| Робелсон Лула             | 10 км, вільним стилем, сидячи, чоловіки | Н/Д          | Н/Д          | Н/Д          | Н/Д        | Н/Д         | Н/Д        | 38:20.3    | +9:09.6     | 20         |
| Робелсон Лула             | 18 км, сидячи, чоловіки                 | Н/Д          | Н/Д          | Н/Д          | Н/Д        | Н/Д         | Н/Д        | 57:17.7    | +14:08.5    | 20         |
| Веслі Вініціуш Душ Сантош | 1,5 км, спринт, сидячи, чоловіки        | 2:39.14      | +24.97       | 24           | не пройшов | не пройшов  | не пройшов | не пройшов | не пройшов  | не пройшов |
| Веслі Вініціуш Душ Сантош | 10 км, вільним стилем, сидячи, чоловіки | Н/Д          | Н/Д          | Н/Д          | Н/Д        | Н/Д         | Н/Д        | 41:12.5    | +12:01.8    | 27         |
| Веслі Вініціуш Душ Сантош | 18 км, сидячи, чоловіки                 | Н/Д          | Н/Д          | Н/Д          | Н/Д        | Н/Д         | Н/Д        | 58:23.5    | +15:14.3    | 23         |
| Аліне Роча                | 1,5 км, спринт, сидячи, жінки           | 2:59.49      | +16.95       | 9 Q          | 3:55.2     | +29.0       | 5          | не пройшла | не пройшла  | не пройшла |
| Аліне Роча                | 7,5 км, вільним стилем, сидячи, жінки   | Н/Д          | Н/Д          | Н/Д          | Н/Д        | Н/Д         | Н/Д        | 30:07.6    | +6:07.9     | 10         |
| Аліне Роча                | 15 км, сидячи, жінки                    | Н/Д          | Н/Д          | Н/Д          | Н/Д        | Н/Д         | Н/Д        | 50:45.7    | +7:39.0     | 7          |

Змішані змагання
| Спортсмен                                              | Дисципліна                | Результат | Результат   | Результат |
| Спортсмен                                              | Дисципліна                | Час       | Відставання | Місце     |
| ------------------------------------------------------ | ------------------------- | --------- | ----------- | --------- |
| Робелсон Лула Крістіан Рібера Аліне Роча Гільєрме Роча | змішана естафета 4х2,5 км | 34:10.8   | +8:11.5     | 8         |

## Сноубординг
Слалом
| Спортсмен      | Дисципліна    | Коло 1  | Коло 2  | Найкращий час | Місце |
| -------------- | ------------- | ------- | ------- | ------------- | ----- |
| Андре Барбіері | слалом SB-LL1 | 1:43.86 | 1:22.18 | 1:22.18       | 13    |

Сноуборд-крос
| Спортсмен      | Дисципліна           | Кваліфікація | Кваліфікація | Кваліфікація | Чвертьфінал | Півфінал   | Фінал      |
| Спортсмен      | Дисципліна           | Спуск 1      | Спуск 2      | Місце        | Позиція     | Позиція    | Позиція    |
| -------------- | -------------------- | ------------ | ------------ | ------------ | ----------- | ---------- | ---------- |
| Андре Барбіері | сноуборд-крос SB-LL1 | 1:18.30      | 1:19.48      | 13 Q         | 4           | не пройшов | не пройшов |